# Michael M. Wolf
Michael M. Wolf, zitiert als M. M. Wolf, (* 1974 in Bayern) ist ein deutscher mathematischer Physiker und Professor an der TU München. Er befasst sich mit  Quanteninformationstheorie und Grundlagen der Quantenmechanik.
Wolf studierte ab 1993 Physik an der Ludwig-Maximilians-Universität München und an der Ruprecht-Karls-Universität Heidelberg. 1999 schloss er mit dem Diplom ab, wobei die Diplomarbeit bei Alois Putzer im Rahmen der ALEPH-Kollaboration am CERN entstand (Messung der Kopplungen elektroschwacher Eichbosonen mit optimalen Observablen). 2003 wurde er bei Reinhard F. Werner an der TU Braunschweig promoviert (The partial transposition in quantum information theory). Als Post-Doktorand leitete er 2003 bis 2008 als Assistent die Theoriegruppe Quanteninformation unter Ignacio Cirac am Max-Planck-Institut für Quantenoptik in Garching. Ab 2008 war er Ole Roemer Professor am Niels-Bohr-Institut in Kopenhagen und gleichzeitig Adjoint Professor an der Universidad Complutense in Madrid. Seit 2011 ist er Professor an der TU München, wo er die Abteilung Mathematische Physik leitet.
2006 zeigte er, dass der Zusammenhang von Quantenverschränkungs-Entropie und Oberflächeninhalt von unendlich ausgedehnten translationsinvarianten Fermionensystemen durch logarithmische Zusatzterme verletzt ist, im Gegensatz zum Fall von Vielteilchensystemen aus Bosonen. Er zeigte das für Systeme mit Wechselwirkungen endlicher Reichweite (endliche Fermifläche).
2015 zeigte er mit Toby Cubitt und David Pérez García, dass das Problem, ob ein quantenmechanisches Vielteilchensystem eine Lücke im Spektrum hat, im Allgemeinen unentscheidbar ist. Beispiele dafür wurden sogar für unter starken Einschränkungen wie die von zweidimensionalen translationsinvarianten Systemen mit Nächste-Nachbar-Wechselwirkung konstruiert.
2008 bettete er die Bell-Ungleichungen in den Formalismus der Theorie der Räume von Operatoren auf Hilberträumen (Operator Space Theory) ein und erzielte neue Resultate wie den Beweis einer Vermutung von Boris Tsirelson, dass bei Dreizustands-Korrelationen die Bell-Ungleichungen unbeschränkt verletzt werden können. In diesem Zusammenhang verallgemeinerte er auch ein klassisches Resultat der Funktionalanalysis (das Fundamentaltheorem der metrischen Theorie der Tensorprodukte von Alexander Grothendieck), dessen Zusammenhang mit Bellungleichungen zuvor Tsirelson erkannt hatte. Diese Ergebnisse gelten als wichtige Fortschritte auf dem Weg zu einer quantitativen Behandlung der Verletzung von Bell-Ungleichungen und damit der Grenzen lokaler klassischer Theorien verborgener Variablen (die Bell-Ungleichungen werden durch die Quantenmechanik verletzt, gelten aber für lokale klassische Theorien).

## Schriften
- mit Toby Cubitt, David Perez-Garcia: The Unsolvable Problem, Scientific American, November 2018
- mit Toby Cubitt, David Perez-Garcia: Undecidability of the spectral gap, Arxiv:1502.04573 (dazu auch  Nature, Band 528, 2015, S. 207–211, Arxiv:1502.04135).
- mit T. Heinosaari, L. Mazzarella: Quantum Tomography under prior information. In: Communication in Mathematical Physics. Band 318, 2013, S. 355–374. arxiv:1109.5478
- mit D. Perez-Garcia, C. Palazuelos, I. Villanueva, M. Junge: Unbounded violation of tripartite Bell inequalities. In: Communication in Mathematical Physics, Band 279, 2008, S. 455–486. Arxiv:quant-ph/0702189.
- mit M. Junge, Palazuelos, Perez-Garcia, Villanueva: Operator space theory: a natural framework for Bell inequalities, In: Phys. Rev. Lett. Band 104, 2010, S. 170405. Arxiv:0912.1941.
- mit M. Junge u. a.: Unbounded violations of bipartite Bell Inequalities via Operator Space theory, In: Communications in Mathematical Physics Band 300, 2010, S. 715–739. Arxiv:0910.4228.
- mit J. I. Cirac: Dividing quantum cannels. In: Communication in Mathematical Physics, Band 279, 2008, S. 147–168. Arxiv:math-ph/0611057.
- Violation of the entropic area law for fermions. In: Physical Review Letters, Band 96, 2006, S. 010404, ArXiv:quant-ph/0503219.
- mit David Perez-Garcia: Assessing dimensions from evolution. In: Phys. Rev. Lett., Band 102, 2009, S. 190504, Arxiv:0901.2542.
- mit R. F. Werner: Bound entangled Gaussian states. In: Physical Review Letters, Band 86, 2001, S. 3658–3661, ArXiv:quant-ph/0009118.